# ژورا گئورگیان
ژورا هاروتیونی گئورگیان (ارمنی: Ժորա Հարությունի Գևորգյան؛ زادهٔ ۱۲ ژوئیهٔ ۱۹۴۹) یک سیاستمدار اهل ارمنستان است که از تاریخ ۱۹۹۵ تا تاریخ ۱۹۹۹ سمت نمایندگی دوره اول مجلس ملی جمهوری ارمنستان را برعهده داشت.

## زندگی‌نامه
در ۱۲ ژوئیهٔ ۱۹۴۹ در آشتاراک به دنیا آمد و از دانشگاه ملی علوم کشاورزی ارمنستان و انستیتو دولتی فرهنگ سلامت و ورزش پرورش اندام ارمنستان فارغ‌التحصیل شد. 